# Pampoconis punctipennis
Pampoconis punctipennis is een insect uit de familie van de dwerggaasvliegen (Coniopterygidae), die tot de orde netvleugeligen (Neuroptera) behoort. 
De wetenschappelijke naam Pampoconis punctipennis is voor het eerst geldig gepubliceerd door Meinander in 1973.